# Tanimbarflugskvätta
Tanimbarflugskvätta (Microeca hemixantha) är en fågel i familjen sydhakar inom ordningen tättingar.

## Utseende och läte
Tanimbarflugskvättan är en 12 cm lång flugsnapparliknande tätting. Ovansidan är mörkt olivgrön, undersidan bjärt gul, med något ljusare strupe. På huvudet syns ett otydligt ögonbrynsstreck från näbbroten till bakom ögat och sotiga örontäckare. Ögat är mörkbrunt, näbben svart ovan och ljust skärorange under. Benen är svarta. Sången består av en serien med tolv till 14 behagliga toner.

## Utbredning och systematik
Fågeln förekommer enbart i de indonesiska Tanimbaröarna (Larat, Yamdena och Lutu). Den behandlas som monotypisk, det vill säga att den inte delas in i några underarter.

## Levnadssätt
Tanimbarflugskvättan hittas i låglänta områden i mangroveskogar, skogsbryn och öppet skogslandskap. Födan består av insekter som den fångar genom korta utfall från exponerad sittplats. Fågeln ses i de medelhöga skikten, sällan under 10 meters höjd. Den kan ingå i kringvarandrande artblandade flockar. Dess häckningsbiologi är i stort sett okänd, bortsett från ett bo som hittats i november, litet och skålformat på en horisontell trädgren.

## Status
Tanimbarflugskvättan har ett mycket litet utbredningsområde. Beståndet kan vara i minskande på grund av skogsavverkningar. Internationella naturvårdsunionen IUCN kategoriserar arten som nära hotad.